# Parti des déshérités de Madagascar
Il Parti des déshérités de Madagascar (PADESM) è stato un partito politico malgascio di ispirazione socialdemocratica moderata, fondato nel 1946.
Il partito, sostenitore di una graduale autonomia del Madagascar dalla Francia, nacque per contrastare la crescente influenza del Mouvement démocratique de la rénovation malgache (MDRM), sostenitore dell'indipendenza dell'isola. Dopo la sanguinosa Rivolta del Madagascar del marzo del 1947, e la feroce repressione che ne seguì, il MDRM, accusato di aver fomentato i disordini, fu messo fuorilegge. Con lo scioglimento dell'MDRM, il PADESM, guidato da Philibert Tsiranana, rimase l'unico interlocutore dei francesi nella fase di transizione verso l'indipendenza del Madagascar.
Agli inizi degli anni '50 il partito ebbe notevoli successi elettorali divenendo partito di maggioranza. Contrasti interni tra l'ala conservatrice e l'ala progressista, portarono Philibert Tsiranana ad uscire dal PADESM e a fondare il Partito Social Democratico del Madagascar (PSD), alla guida del quale nel 1960 diventerà il primo presidente del Madagascar indipendente. La scissione portò al progressivo declino del PADESM, che infine si sciolse nel 1960.